# Krystal Versace
Krystal Versace, nome artistíco de Luke Fenn (10 de outubro de 2001), é uma drag queen inglesa. É reconhecida por ter vencido a terceira temporada do programa televisivo RuPaul's Drag Race UK com apenas 19 anos de idade, tornando-se na mais jovem vencedora não só da franquia britânica como do universo internacional de Drag Race. Natural de Tunbridge Wells, em Kent, é de ascendência inglesa e greco-cipriota por meio da sua avó materna.

## Carreira
Krystal Versace começou a fazer drag aos 13 anos.
Em agosto de 2021, foi anunciada como uma das doze concorrentes que competiriam na terceira temporada do programa RuPaul's Drag Race UK. Durante a competição, venceu os dois primeiros desafios principais, um dos quais incluia uma prova de lip synk entre as duas melhores classificadas, acabando por competir contra Victoria Scone, ao som de "Total Eclipse of the Heart" de Bonnie Tyler. No nono episódio eliminou Vanity Milan, ao som de "Hallucinate" de Dua Lipa, passando para a fase final da competição, ao lado das finalistas Ella Vaday e Kitty Scott-Claus. Como parte do último desafio principal, as concorrentes escreveram e cantaram os seus próprios versos para um remix de "Hey Sis, It's Christmas" de RuPaul. Após uma última prova de lip synk pelo título de melhor drag queen do Reino Unido, ao som de "You Don't Own Me" de Dusty Springfield, Krystal Versace foi declarada a vencedora, tornando-se não só na finalista mais jovem a vencer o programa britânico de drag queens, mas também na mais jovem vencedora de todas as competições do universo Drag Race de RuPaul.

## Vida pessoal
Utiliza os pronomes "ela/dela" em drag e os pronomes "ele/dele" na sua vida pessoal. É disléxico e frequentou o North Kent College.

## Discografia

### Como artista principal
| Título                                                             | Ano  | Álbum |
| ------------------------------------------------------------------ | ---- | ----- |
| "We Werk Together" (com Ant & Dec, The Vivienne e Lawrence Chaney) | 2022 |       |

### Como artista convidada
| Ano  | Título | Álbum |
| ---- | --- | ----- |
| 2021 | "BDE (Big Drag Energy) [Slice Girls]" (O elenco da 3ª temporada de <i id="mwdA">RuPaul's Drag Race UK</i> ) |       |
| 2021 | "Hey Sis, It's Christmas" ( RuPaul com o elenco da 3ª temporada de RuPaul's Drag Race UK )                  |       |

## Filmografia

### Televisão
| Ano  | Título                              | Papel       | Notas                                      | Ref . |
| ---- | ----------------------------------- | ----------- | ------------------------------------------ | ----- |
| 2021 | RuPaul's Drag Race UK               | Concorrente | Vencedora da 3ª Temporada                  |       |
| 2022 | Ant & Dec's Saturday Night Takeaway |             | Performer do segmento End of the Show Show | [ 8 ] |
| 2022 | RuPaul's Drag Race UK               |             | Convidada especial da 4ª Temporada         | [ 9 ] |
| 2023 | Keeping Up with Krystal Versace     |             |                                            |       |

### Webséries
| Ano  | Título                      | Notas              | Ref .  |
| ---- | --------------------------- | ------------------ | ------ |
| 2021 | Cosmo Queens UK             | Cosmopolitan UK    | [ 10 ] |
| 2021 | Kita and Anita's Happy Hour | Podcast; Convidada | [ 11 ] |

### Vídeos musicais
| Ano  | Título                                  | Artista(s) | Ref .  |
| ---- | --------------------------------------- | ---------- | ------ |
| 2021 | "Good Ones" (Vídeo de Performance Drag) | Charli XCX | [ 12 ] |

## Prêmios e nomeações
| Ano  | Prêmio           | Categoria                                 | Resultado | Ref. |
| ---- | ---------------- | ----------------------------------------- | --------- | ---- |
| 2022 | The WOWIE Awards | Melhor Instagram (The Curated Feed Award) | Vencedora |      |